# Mario et Luigi : Voyage au centre de Bowser
Mario et Luigi : Voyage au centre de Bowser, connu sous les noms Mario and Luigi RPG 3!!! (マリオ&ルイージRPG3!!!, Mario ando Ruīji Āru Pī Jī Surī) au Japon et Mario and Luigi: Bowser's Inside Story au Québec et dans les pays anglophones, est un jeu vidéo de rôle développé par AlphaDream et édité par Nintendo sorti sur Nintendo DS le 9 octobre 2009 en France. Il s'agit du troisième épisode de la série Mario and Luigi et la suite de Mario et Luigi : Les Frères du temps.
Un remake est sorti sur Nintendo 3DS en décembre 2018 sous le nom de Mario et Luigi : Voyage au centre de Bowser + L'épopée de Bowser Jr. 

## Synopsis
Depuis quelque temps, une mystérieuse maladie, la Rouliboulite (Metakoro au Japon, Blorbs aux États-Unis et Bloubb au Canada), transforme les Toad en boule gigantesque. La Princesse Peach organise alors une réunion d'urgence au château, à laquelle sont conviés Mario, Luigi et Étoile d'Or, une gardienne des Étoiles surveillant le Royaume Champignon. La cause de la maladie reste néanmoins inconnue. A la surprise de tous, Bowser se présente au château, souhaitant participer à la réunion, mais se met en colère et tente d'enlever la princesse. Vaincu par Mario, il est expulsé du Château. 
Atterrissant dans la Forêt Foussett, Bowser rencontre un mystérieux vendeur (qui n'est autre que Gracowitz) et qui lui vend un "Champignon Chanceux", arguant que ce dernier lui permettra de vaincre Mario. Après l'avoir avalé, Bowser se met a aspirer tout ce qui se trouve autour de lui. Revenu au château, il avalera Mario, Luigi et toutes les personnes présentes, avant de s'évanouir, permettant à Gracowitz et à son acolyte Métaboss de s'emparer de son château.
Lorsque Mario se réveille dans le corps de Bowser, il retrouve Étoile d'Or et Luigi. Tous ensemble ils explorent l'intérieur de son corps à la recherche de la princesse, avant d'arriver à réveiller Bowser. Ce dernier, ayant oublié les évènements, est aidé par Étoile d'Or, sous le pseudonyme "Chippy". Il retrouve alors brièvement Gracowitz, qui lui avoue avoir provoqué la Rouliboulite en distribuant un Champi Roul'boul pour s'emparer du Royaume Champignon. Bowser part alors récupérer son château, aidé sans le savoir par Mario et Luigi depuis l'intérieur de son corps. Mais Gracowitz le piège et (après lui avoir fait manger des aliments l'ayant mis en état d'obésité massive) extrait la princesse Peach de son corps pour s'emparer de l'Astre Noir, une puissance entité maléfique. Malgré les efforts de Mario et Luigi pour l'en empêcher, les deux frères réussissant même à sortir du corps de Bowser, ils ne peuvent empêcher Gracowitz de mettre la main sur l'Astre et de condamner l'accès du château. Avec Bowser, les deux frères rechercher les trois Remèdes Étoile, qui peuvent créer le Remède Miracle, pouvant mettre fin à la Rouliboulite et permettre de pénétrer dans le château. Si Bowser finit emprisonné dans un coffre-fort, les deux frères trouvent les trois remèdes, arrêtent la maladie et entrent dans le château. 
C'est finalement Bowser qui, après avoir été libéré, traque Gracowitz et vainc Métaboss. Mais l'Astre Noir, après avoir été en parti absorbé par Gracowitz, s'incruste dans le corps de Bowser et est battu par les deux frères. Après que Gracowitz ait été vaincu et avalé par Bowser, l'Astre absorbe l'ADN du roi des Koopas et devient Bowser noir. Mario, Luigi, Étoile d'Or et Bowser font alors équipe et arrivent à le vaincre une bonne fois pour toute. D'un dernier geste, Gracowitz s'auto-détruit et l'explosion expulse du corps de Bowser toutes les personnes qui y étaient présentes. Apprenant que son ennemi se trouvait en lui depuis tout ce temps, Bowser s'enrage et se lance dans un nouveau combat contre Mario. 
Quelque temps après, retourné dans son château, redevenu normal comme tout le Royaume Champignon, ses sbires lui amènent un gâteau, de la part de Peach. S'il refuse de l'ouvrir en leur présence, il le fait après les avoir congédiés, et découvre un gâteau de remerciement pour ses bonnes actions.

## Système de jeu

### Personnages
Les personnages jouables sont Mario, Luigi et Bowser. Bowser Jr. est également un personnage jouable mais seulement dans L'épopée de Bowser Jr. (un mode de jeu présent uniquement dans la version Nintendo 3DS, où l'histoire est centré autour de Bowser Jr et ses sbires après que Gracowitz s'est emparé du Château de Bowser). Chaque personnage dispose de ses caractéristiques et de son équipement propres, qui évoluent en fonction de l'expérience du personnage. Les attaques spéciales (ou attaques fréres dans la version 3DS) et l'équipement sont communs à Mario et Luigi, mais différents pour Bowser.
Peach, Papy Champi et Kamek font également partie du casting du jeu, sans oublier Toadbert, un personnage venant de l'opus précédent. Gracowitz, qui apparaît dans les deux opus précédents, est le grand méchant de l'histoire. Accompagné de son nouveau sbire, Métaboss, il propage la Rouliboulite en vendant des Champis Roul'boul' et veut s'emparer d'une étoile obscure, l'Astre Noir, qui confère des pouvoirs gigantesques, afin de dominer le monde. Puisque le scénario l'impose, les personnages du passé tels que Bébé Mario, Bébé Luigi ou le Papy Champi du passé ne seront pas présents dans cet opus. Il est cependant possible de combattre trois Xhampis dans le château de Bowser avec Mario et Luigi, comme clin d'œil à l'opus précédent.

### Attaques
Les deux frères utilisent les mêmes attaques solo que dans l'opus précédent : le saut (il faut rebondir sur l'ennemi en appuyant sur le bouton correspondant deux fois au bon moment afin d'infliger le maximum de dégâts) et le marteau (il faut appuyer sur le bouton une première fois pour amorcer le geste et une seconde fois lorsque l'élan est maximal afin d'infliger le plus de dégâts possibles) (la cible touchée peut attraper le statut tournis). Les attaques spéciales utilisent des points spéciaux (nombre différent en fonction de l'attaque). 
Bowser utilise deux attaques : un coup de poing (le joueur appuie sur le bouton pour que Bowser amorce son geste et appuie une nouvelle fois pour déclencher le coup de poing) et une gerbe de flammes (le joueur appuie sur le bouton pour que Bowser prenne une inspiration et appuie une nouvelle fois afin qu'il crache ses flammes en maintenant enfoncé le bouton. Les cibles touchées peuvent attraper le statut brûlure). Les attaques spéciales de Bowser utilisent aussi des points spéciaux dont le nombre dépend de l'attaque. 
Sur Nintendo 3DS, l'utilisation de certaines figurines amiibo permet de recevoir des objets tels que des champignons ou du sirop.

### Environnement
Le jeu est de type jeu de rôle mais intègre aussi des éléments de jeu de plate-forme avec des combats au tour par tour. Le jeu est constitué de deux environnements principaux : le corps de Bowser et le monde extérieur, eux-mêmes divisés en de nombreuses zones différentes qu'il s'agira d'explorer. Mario et Luigi devront parfois interagir avec le corps de Bowser afin qu'il puisse lui-même modifier des éléments du monde extérieur.

## Développement
Le jeu a été révélé lors du Tokyo Press Event de Nintendo, qui s'est tenu au Japon en octobre 2008, sous le titre japonais de Mario & Luigi RPG 3 !!! . La conférence a révélé les détails du jeu alors à venir, concernant l'intrigue et les mécanismes de jeu, ainsi que le fait qu'il impliquerait une utilisation extensive de l'écran tactile. AlphaDream, les développeurs de Superstar Saga et Partners in Time, ont développé ce jeu avec des contributeurs expérimentés à la série Mario tels que Yoko Shimomura et Charles Martinet travaillant respectivement sur la musique et le doublage. À l'E3 2009, il a été révélé que le nom anglais officiel du jeu serait Mario & Luigi: Bowser Inside Story et qu'il sortirait fin 2009 en Europe et en Amérique du Nord.